# Polythrix
Polythrix es un género de mariposas de la familia Hesperiidae (subfamilia Eudaminae) que ocurre en las zonas neotropical y neárctica.

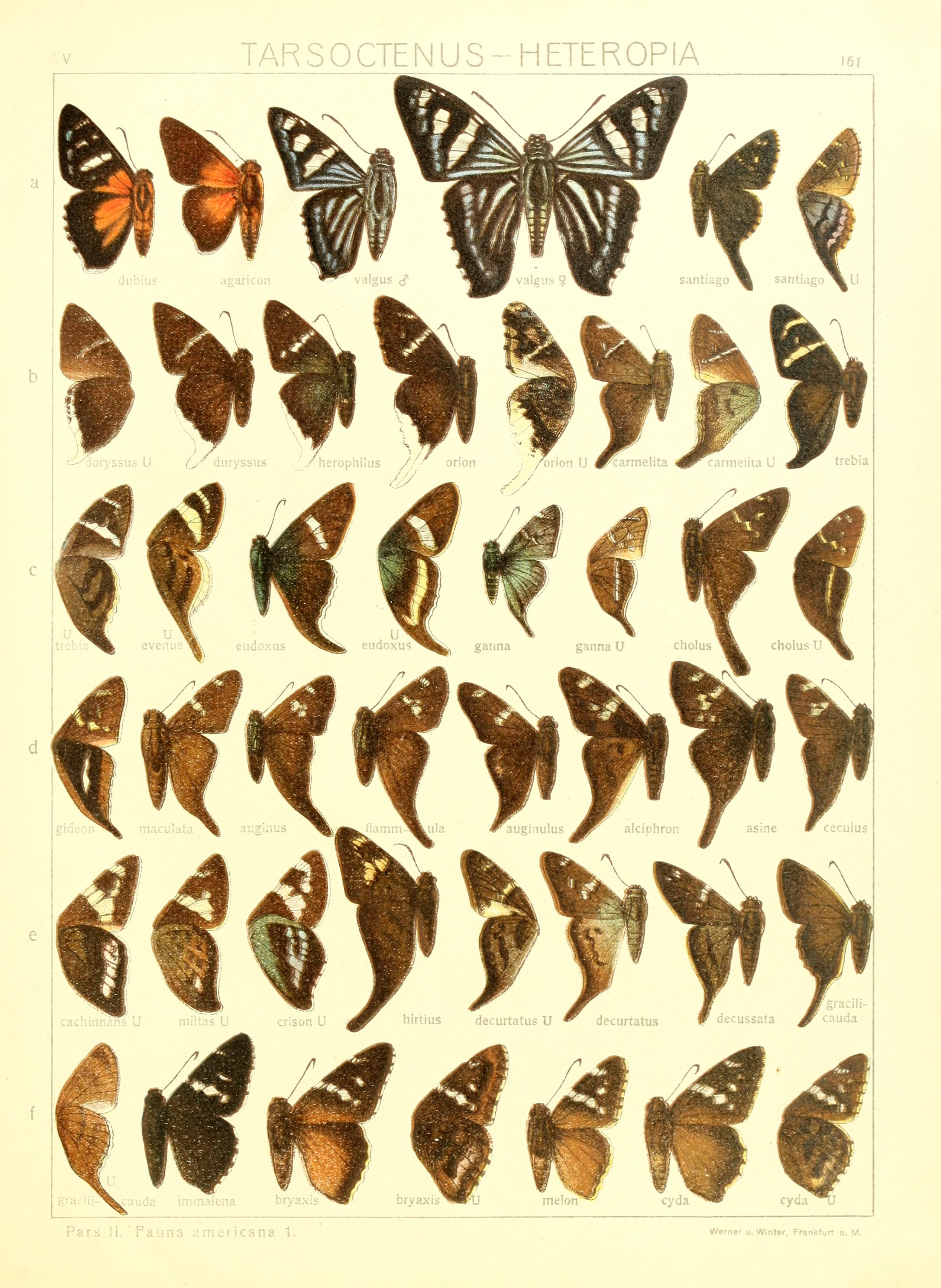
Polythrix y parientes en Macrolepidoptera del Mundo escrito por Adalbert Seitz

## Especies
- grupo de P. asine
  - Polythrix asine (Hewitson, 1867) México a Nicaragua y Perú
  - Polythrix roma Evans, 1952 Brasil (Pará, Amazonas), Perú
  - Polythrix hirtius (Butler, 1870) Venezuela
  - Polythrix gyges Evans, 1952 Venezuela, Perú
  - Polythrix mexicanus Freeman, 1969 México, Texas

- grupo de P. octomaculata
  - Polythrix auginus (Hewitson, 1867) México, Guyana, Guyane, Colombia, Brasil (Amazonas)
  - Polythrix caunus (Herrich-Schäffer, 1869) México, Paraguay
  - Polythrix ceculus (Herrich-Schäffer, 1869) Brasil (Río de Janeiro),
  - Polythrix eudoxus (Stoll, 1781) Surinam
  - Polythrix kanshul Shuey, 1991 México, Panamá
  - Polythrix maizae Hellebuyck, 1998 Nicaragua
  - Polythrix metallescens (Mabille, 1888) Brasil (Amazonas, Pará)
  - Polythrix minvanes (Williams, 1926) Brasil (Mato Grosso)
  - Polythrix octomaculata (Sepp, [1844]) México, Guatemala a Brasil, Surinam, Colombia, Argentina